# St. Peter (Minnesota)
St. Peter és una ciutat i seu del Comtat de Nicollet a l'estat de Minnesota dels Estats Units d'Amèrica.

## Demografia
Segons el cens del 2004 tenia 10.631 habitants. Segons el cens del 2000, St. Peter tenia 9.747 habitants, 2.978 habitatges, i 1.843 famílies. La densitat de població era de 694,3 habitants per km².
Dels 2.978 habitatges en un 32% hi vivien nens de menys de 18 anys, en un 48,7% hi vivien parelles casades, en un 9,8% dones solteres, i en un 38,1% no eren unitats familiars. En el 28,7% dels habitatges hi vivien persones soles el 12,8% de les quals corresponia a persones de 65 anys o més que vivien soles. El nombre mitjà de persones vivint en cada habitatge era de 2,46 i el nombre mitjà de persones que vivien en cada família era de 2,99.
Per edats la població es repartia de la següent manera: un 19,8% tenia menys de 18 anys, un 30,6% entre 18 i 24, un 21,3% entre 25 i 44, un 16,5% de 45 a 60 i un 11,8% 65 anys o més.
L'edat mediana era de 25 anys. Per cada 100 dones de 18 o més anys hi havia 93,2 homes.
La renda mediana per habitatge era de 40.344$ i la renda mediana per família de 51.157$. Els homes tenien una renda mediana de 33.618$ mentre que les dones 25.789$. La renda per capita de la població era de 16.634$. Entorn del 4,2% de les famílies i l'11,8% de la població estaven per davall del llindar de pobresa.

## Poblacions properes
El següent diagrama mostra les poblacions més properes.